# Episodi di Dottor Simon Locke (quarta stagione)
La quarta stagione della serie televisiva Dottor Simon Locke è stata trasmessa in anteprima in Canada dalla CTV Television Network tra il 5 settembre 1974 e il 6 marzo 1975.
| nº | Titolo originale      | Titolo italiano | Prima TV Canada   | Prima TV Italia |
| -- | --------------------- | --------------- | ----------------- | --------------- |
| 1  | He Is Among Us        |                 | 5 settembre 1974  |                 |
| 2  | Man in the Middle     |                 | 12 settembre 1974 |                 |
| 3  | Secrets               |                 | 19 settembre 1974 |                 |
| 4  | Target: Ms. Blue      |                 | 26 settembre 1974 |                 |
| 5  | The Militant          |                 | 3 ottobre 1974    |                 |
| 6  | Bad Apple             |                 | 10 ottobre 1974   |                 |
| 7  | No More Brass Bands   |                 | 17 ottobre 1974   |                 |
| 8  | Final Approach        |                 | 24 ottobre 1974   |                 |
| 9  | Fatal Deception       |                 | 31 ottobre 1974   |                 |
| 10 | The Killer            |                 | 7 novembre 1974   |                 |
| 11 | Lady Be Dead          |                 | 14 novembre 1974  |                 |
| 12 | The Loser             |                 | 21 novembre 1974  |                 |
| 13 | Stairwell             |                 | 28 novembre 1974  |                 |
| 14 | Time Bomb             |                 | 5 dicembre 1974   |                 |
| 15 | My Son, My Son        |                 | 12 dicembre 1974  |                 |
| 16 | Cry Murder            |                 | 19 dicembre 1974  |                 |
| 17 | Requiem for an Animal |                 | 2 gennaio 1975    |                 |
| 18 | Mannequin             |                 | 9 gennaio 1975    |                 |
| 19 | Insight to Murder     |                 | 16 gennaio 1975   |                 |
| 20 | Web of Guilt          |                 | 23 gennaio 1975   |                 |
| 21 | Vanished              |                 | 30 gennaio 1975   |                 |
| 22 | Angel of Mercy        |                 | 6 febbraio 1975   |                 |
| 23 | Run Harry Run         |                 | 13 febbraio 1975  |                 |
| 24 | Pint of Friendship    |                 | 20 febbraio 1975  |                 |
| 25 | Halfway House         |                 | 27 febbraio 1975  |                 |
| 26 | Sing a Sad Song       |                 | 6 marzo 1975      |                 |